# Nuoto ai Giochi della XXXIII Olimpiade - Staffetta 4x100 metri stile libero femminile
La gara di nuoto della staffetta 4x100 metri stile libero femminile dei Giochi della XXXIII Olimpiade di Parigi è stata disputata il 27 luglio 2024 presso il Centro acquatico olimpico.
La competizione è stata vinta dalla squadra australiana, formata da Mollie O'Callaghan, Shayna Jack, Emma McKeon, Meg Harris, Olivia Wunsch e Bronte Campbell, mentre l'argento e il bronzo sono andati rispettivamente alla squadra statunitense, formata da Kate Douglass, Gretchen Walsh, Torri Huske, Simone Manuel e Abbey Weitzeil, Erika Connolly, e a quella cinese, formata da Yang Junxuan, Cheng Yujie, Zhang Yufei, Wu Qingfeng e Yu Yiting.

## Record
Prima della competizione il record del mondo e il record olimpico erano i seguenti:
| Record mondiale | 3'27"96 | Australia | 23 luglio 2023 Fukuoka, Giappone |
| Record olimpico | 3'29"69 | Australia | 25 luglio 2021 Tokyo, Giappone   |

Durante la competizione è stato stabilito il seguente record:
| Data      | Evento | Atleti                                                                                | Nazione   | Tempo   | Record          |
| --------- | ------ | ------------------------------------------------------------------------------------- | --------- | ------- | --------------- |
| 27 luglio | Finale | Mollie O'Callaghan (52"24) Shayna Jack (52"35) Emma McKeon (52"39) Meg Harris (51"94) | Australia | 3'28"92 | Record olimpico |

## Programma
| Data           | Ora (UTC+9) | Turno    |
| -------------- | ----------- | -------- |
| 27 luglio 2024 | 10:00       | Batterie |
| 27 luglio 2024 | 20:30       | Finale   |

## Risultati

### Batterie
| Pos. | Batteria | Corsia | Nazione       | Atlete | Tempo   | Note |
| ---- | -------- | ------ | ------------- | --- | ------- | ---- |
| 1    | 2        | 4      | Australia     | Olivia Wunsch (53.94) Bronte Campbell (53.46) Meg Harris (52.23) Emma McKeon (51.94)                       | 3:31.57 | Q    |
| 2    | 1        | 4      | Stati Uniti   | Abbey Weitzeil (53.60) Simone Manuel (53.23) Erika Connolly (53.83) Kate Douglass (52.63)                  | 3:33.29 | Q    |
| 3    | 2        | 5      | Cina          | Cheng Yujie (53.95) Wu Qingfeng (53.84) Yu Yiting (54.05) Yang Junxuan (52.47)                             | 3:34.31 | Q    |
| 4    | 2        | 3      | Svezia        | Michelle Coleman (53.92) Sarah Sjöström (51.99) Sara Junevik (54.09) Sofia Åstedt (54.35)                  | 3:34.35 | Q    |
| 5    | 2        | 2      | Francia       | Beryl Gastaldello (53.54) Mary-Ambre Moluh (53.49) Lison Nowaczyk (54.67) Charlotte Bonnet (53.55)         | 3:35.25 | Q    |
| 6    | 2        | 6      | Canada        | Penny Oleksiak (53.78) Mary-Sophie Harvey (54.15) Brooklyn Douthwright (53.81) Taylor Ruck (53.55)         | 3:35.29 | Q    |
| 7    | 1        | 5      | Gran Bretagna | Anna Hopkin (54.08) Eva Okaro (53.84) Lucy Hope (54.74) Freya Anderson (53.47)                             | 3:36.13 | Q    |
| 8    | 1        | 6      | Italia        | Sofia Morini (53.92) Chiara Tarantino (54.14) Sara Curtis (53.93) Emma Virginia Menicucci (54.29)          | 3:36.28 | Q    |
| 9    | 1        | 3      | Paesi Bassi   | Tessa Giele (55.24) Kim Busch (54.86) Sam van Nunen (54.26) Marrit Steenbergen (52.42)                     | 3:36.78 |      |
| 10   | 2        | 1      | Ungheria      | Petra Senánszky (54.91) Lilla Minna Ábrahám (54.36) Panna Ugrai (54.25) Nikolett Pádár (53.81)             | 3:37.33 |      |
| 11   | 1        | 1      | Danimarca     | Signe Bro (55.45) Julie Kepp Jensen (54.52) Elisabeth Sabroe Ebbesen (55.10) Martine Damborg (54.45)       | 3:39.52 |      |
| 12   | 2        | 7      | Brasile       | Ana Carolina Vieira (54.81) Stephanie Balduccini (53.83) Giovana Reis (55.73) Maria Paula Heitmann (56.23) | 3:40.60 |      |
| 13   | 1        | 2      | Polonia       | Katarzyna Wasick (54.71) Kornelia Fiedkiewicz (54.82) Julia Maik (55.57) Zuzanna Famulok (55.57)           | 3:40.67 |      |
| 14   | 2        | 8      | Slovenia      | Neža Klančar (54.29) Janja Šegel (55.22) Katja Fain (55.43) Tjaša Pintar (56.35)                           | 3:41.29 |      |
| 15   | 1        | 7      | Hong Kong     | Natalie Kan (56.91) Tam Hoi Lam (55.01) Camille Cheng (55.12) Stephanie Au (55.38)                         | 3:42.42 |      |
| 16   | 1        | 8      | Irlanda       | Danielle Hill (55.61) Grace Davison (55.44) Erin Riordan (55.95) Victoria Catterson (55.67)                | 3:42.67 |      |

### Finale
| Pos.    | Corsia | Nazione       | Atlete                                                                                            | Tempo   | Note                |
| ------- | ------ | ------------- | ------------------------------------------------------------------------------------------------- | ------- | ------------------- |
| Oro     | 4      | Australia     | Mollie O'Callaghan (52.24) Shayna Jack (52.35) Emma McKeon (52.39) Meg Harris (51.94)             | 3:28.92 | Record olimpico     |
| Argento | 5      | Stati Uniti   | Kate Douglass (52.98) Gretchen Walsh (52.55) Torri Huske (52.06) Simone Manuel (52.61)            | 3:30.20 | Record panamericano |
| Bronzo  | 3      | Cina          | Yang Junxuan (52.48) Cheng Yujie (52.76) Zhang Yufei (52.75) Wu Qingfeng (52.31)                  | 3:30.30 | Record asiatico     |
| 4       | 7      | Canada        | Margaret MacNeil (53.31) Taylor Ruck (53.20) Summer McIntosh (53.22) Penny Oleksiak (53.26)       | 3:32.99 |                     |
| 5       | 6      | Svezia        | Sarah Sjöström (52.53) Michelle Coleman (52.98) Sara Junevik (54.41) Louise Hansson (53.87)       | 3:33.79 |                     |
| 6       | 2      | Francia       | Beryl Gastaldello (53.83) Charlotte Bonnet (54.14) Mary-Ambre Moluh (53.37) Marie Wattel (53.65)  | 3:34.99 |                     |
| 7       | 1      | Gran Bretagna | Anna Hopkin (53.31) Eva Okaro (53.75) Lucy Hope (54.95) Freya Anderson (53.24)                    | 3:35.25 |                     |
| 8       | 8      | Italia        | Sofia Morini (54.16) Chiara Tarantino (54.27) Sara Curtis (54.24) Emma Virginia Menicucci (53.84) | 3:36.51 |                     |